# 顯肅皇后
顯肅皇后鄭氏（1079年—1130年），北宋宋徽宗的第二任皇后，開封人，父親鄭紳封為太師、樂平郡王。

## 生平
鄭氏原本是向太后的侍女，姿色豔美，又善於言辞，徽宗為端王時，每到慈德宮請安，向太后總是命鄭氏和王氏二人侍奉，鄭氏小心謹慎，頗得徽宗好感，时间一长，向太后有所觉察，徽宗即位後，向太后便把鄭氏賜給徽宗，徽宗如愿以偿，甚为欢喜，封鄭氏為賢妃，其後又封貴妃，生下一子五女赵柽、嘉德帝姬、安德帝姬、壽淑帝姬、榮淑帝姬、成德帝姬。根据记载，郑氏“自入宫，好观书，章奏能自制，帝爱其才”。
鄭氏美貌出眾，善于奉承，喜好讀書，而且还能帮助徽宗处理奏章，且整理得井井有條，且能歌善舞，徽宗十分喜歡她的才華，因此，徽宗更偏爱郑氏，徽宗還多次赐给郑氏情词艳曲，后来传出宫禁，广为流传。王皇后逝世後，徽宗於政和元年（1111年）冊封鄭氏為皇后，後來有宮人為她製作冠服，鄭皇后深明大義，其時國庫不多，冠服又奢侈，於是命宮人改製貴妃時的舊冠。
欽宗即位後尊鄭皇后為太上皇后，遷居寧德宮，稱寧德皇后。靖康之難汴京陷落，鄭太后為金人所擄，对完颜宗翰称“妾得罪当行，但妾家属不预朝政，乞留不遣。”于是完颜宗翰准许郑太后的父亲郑绅南归。金人使者笑着称“太后善言辞，进退有法，容止雅丽，故元帅许其请”。
於天會八年(公元1130年)，鄭太后逝於五國城，享年五十二歲，她的死訊傳回南宋高宗那處後追諡顯肅，與徽宗葬會稽永祐陵。鄭太后的族人散居於江南，高宗曾經下詔尋找。